# Sigurd Rushfeldt
Sigurd Rushfeldt (Vadsø, 1972. december 11. –) norvég válogatott labdarúgó.

## Pályafutása

### Klubcsapatban
Pályafutását szülővárosában Vadsøban kezdte. Tehetségére hamar felfigyeltek a Tromsø-nél és 1992-ben szerződtették. 1995-ben kölcsönadták a Birmingham City csapatának, de még a szezon vége előtt visszatért. Mielőtt aláírt volna a Rosenborghoz, a Tromsøvel megnyerte az 1996-os norvég kupát. A Bodø/Glimt ellen 2–1 arányban megnyert döntőben ő szerezte csapata második gólját.
A Rosenborg színeiben sikeres időszakot élt át. A bajnokságot négy alkalommal nyerte meg, míg 2 alkalommal a gólkirályi címet is megszerezte. 1999 és 2002 között a spanyol Racing Santander játékosa volt, de 2001-ben kölcsönben szerepelt a Rosenborgnál. Utolsó bajnoki címét is ekkor szerezte. A Racingnál töltött időszaka nem volt túl sikeres és 2001-ben az Austria Wienhez távozott, ahol öt szezont töltött. Ezalatt az osztrák bajnokságot két, az osztrák kupát három alkalommal nyerte meg. A 2004–05-ös szezonban a bajnokság legjobb játékosának is megválasztották.
2006 nyarán visszatért a Tromsø csapatához, ahol tíz évvel korábban játszott. 2011-ben vonult vissza az aktív játéktól.

### A válogatottban
A norvég U21-es válogatottban 1993-ban 2 mérkőzésen lépett pályára. Részt vett az 1989-es ifjúsági világbajnokságon.
1994 és 2001 között 38 alkalommal szerepelt a norvég válogatottban és 7 gólt szerzett. Részt vett az 1994-es világbajnokságon, ahol egy mérkőzésen kapott lehetőséget. 

## Sikerei, díjai
Tromsø
- Norvég kupa (1): 1996

Rosenborg
- Norvég bajnok (3): 1997, 1998, 1999
- Norvég kupa (1): 1999

Austria Wien
- Osztrák bajnok (3): osztrák bajnok (2): 2002–03, 2005–06
- Osztrák kupa (1): 2002–03, 2004–05, 2005–06

Egyéni
- A norvég bajnokság gólkirálya (2): 1997 (25 gól), 1998 (27 gól)

## Külső hivatkozások
- Sigurd Rushfeldt adatlapja a National-Football-Teams.com oldalon (angolul)

- Sigurd Rushfeldt (angol nyelven). FootballDatabase.eu
- Sigurd Rushfeldt (angol nyelven). eu-football.info